# Хайме Ласкано
Хайме Ласкано е бивш испански футболист, който е играл на позицията полузащитник. През кариерата си е играл за Реал Мадрид и Атлетико Мадрид. Има 5 мача за Испания, в които вкарва 1 гол. Негово дело е първия гол за Реал Мадрид в Ла Лига.

## Успехи
Реал Мадрид
- Ла Лига (2): 1931-32, 1932-33
- Купа на краля (1): 1934